# 徐源泉
徐 源泉（じょ げんせん）は中華民国の軍人。最初は北京政府の山東督軍張宗昌に属し、奉天派の有力軍人であった。後に国民革命軍（国民政府）に転じている。字は克成、客塵。

## 事跡

### 張宗昌配下としての台頭
湖北武備学堂、南京陸軍第四中学で学んだ後、南京の陸軍に加入した。武昌起義（辛亥革命）が勃発すると、故郷に戻って革命派に加わり、学生隊隊長に任ぜられている。南京に中華民国臨時政府が成立すると、徐源泉は上海に赴いて光復軍参謀に任ぜられ、後に光復軍騎兵団団附兼歩兵第1団団長に昇進した。
1913年（民国2年）、徐源泉は江蘇陸軍補助教育団主任編輯に転じている。また、新疆省にも赴いて、新疆都督府参謀官にも任ぜられた。その後、徐は山東省へ移り、1918年（民国7年）、陸軍第6混成旅で営長に任ぜられ、後に団長に昇進した。1924年（民国13年）冬、第2次奉直戦争では、山東督軍張宗昌に随従して関内に入り、山東陸軍第5旅旅長、第23師師長、第6軍軍長と順調に昇進した。1926年（民国15年）10月、陸軍中将・克威将軍となり、翌年7月には一等文虎章を授与され、8月には直隷省軍務幇弁になるなど、奉天派の有力軍人と目された。

### 国民革命軍への易幟
しかし国民革命軍の北伐が進展すると、同じ湖北省出身者である何成濬の働きかけもあって、徐源泉は奉天派を見限って易幟する。1928年（民国17年）6月、第3集団軍第11軍団総指揮（まもなく第6軍団総指揮に転じる）に任命された。同年10月、軍縮に伴い第48師師長とされたものの、翌1929年（民国18年）11月に陸軍上将銜を授与され、12月には第10軍軍長に昇進している。1930年（民国19年）夏に中原大戦が勃発すると、討逆軍第3軍団左路司令に起用され、その後も第16路総指揮、平漢路右翼軍第1縦隊指揮官を歴任し、蔣介石側の勝利に貢献した。
1932年（民国21年）5月、徐源泉は湖北全省清郷督弁に任ぜられ、以後、主に賀竜率いる紅軍の討伐に従事する。翌年6月、豫鄂皖剿匪総部左路軍総司令に昇進し、1935年（民国24年）2月には鄂湘川剿匪総司令に転じた。同年4月、陸軍二級上将を授与され、11月には中国国民党第5期中央執行委員となっている。1937年（民国26年）1月、第1予備軍総司令となり、6月には川康軍事整理委員会委員に任ぜられた。

### 日中戦争、晩年
日中戦争（抗日戦争）勃発後の1937年（民国26年）8月、第4予備軍副司令官に転じ、9月には第2軍団軍団長に任ぜられた。翌年1月には第26集団軍総司令兼第8戦区副司令長官に転じ、徐州会戦や武漢会戦などに参戦した。しかし武漢会戦に際して北方戦線を担当しながら独断で撤退する軍紀違反を犯し、蔣介石・李宗仁の激怒を買って、一時は西安で収監される。その後釈放されたものの、配下の軍は武漢会戦で日本軍に壊滅させられてしまう。
失意の徐源泉は軍人からの引退を蔣介石に申し入れたが、いったんは最前線からの撤退に留められ、1939年（民国28年）5月、軍事参議院参議に改めて任ぜられた。1945年（民国34年）5月、国民党第6期中央執行委員となり、翌年7月に退役した。1948年（民国37年）、立法院立法委員に任ぜられる。国共内戦末期には華中軍政長官公署副長官、湖北省党部主任委員などをつとめた。内戦で国民党が敗退すると共に徐も台湾に逃れ、立法委員や湖北同郷会理事長などを務めた。
1960年（民国49年）11月11日、脳溢血により台北市にて死去。享年75。

## 注
1. ↑  徐友春主編『民国人物大辞典 増訂版』1235頁、劉国銘主編 『中国国民党百年人物全書』1983頁による。朱建昌・高士振「徐源泉」536頁は1885年とする。